# Made in the A.M.
Made In The A.M. – piąty album studyjny brytyjsko-irlandzkiego boysbandu One Direction, wydany 13 listopada 2015 roku, promowany przez single „Drag Me Down”, „Perfect” i „History”. Jest to pierwszy album zespołu bez udziału byłego członka Zayna Malika, który odszedł z zespołu 25 marca 2015.

W ramach promocji albumu 14 listopada 2015 zespół dał kameralny koncert w Londynie, 1D London Session, w którym udział wzięło około 200 fanów z 31 krajów z całego świata. Warunkiem uczestnictwa w koncercie i indywidualnych spotkaniach z One Direction była wygrana konkursu dla danego kraju, przy czym w Polsce był to konkurs organizowany przez Radio Eska. 23 października 2015 zwyciężczynią i polską reprezentantką została Justyna z Wrocławia.
W grudniu 2015 Niall Horan w wywiadzie podczas KIIS-FM Jingle Ball zdradził, że zespół nie może doczekać się powrotu z przerwy ogłoszonej 24 sierpnia 2015 i koncertowania w ramach promocji płyty.
Nagrania w Polsce uzyskały status trzykrotnie platynowej płyty.

## Lista utworów
Made In The A.M.  Standard Edition
1. „Hey Angel” – 4:00 (Julian Bunetta, Jamie Scott, John Ryan, Ed Drewett)
2. „Drag Me Down” – 3:12 (Julian Bunetta, Jamie Scott, John Ryan)
3. „Perfect” – 3:50 (Julian Bunetta, John Ryan, Jacob Kasher, Jesse Shatkin, Maureen Anne McDonald, Harry Styles, Louis Tomlinson)
4. „Infinity” – 4:09 (Julian Bunetta, Jamie Scott, John Ryan)
5. „End of the Day” – 3:14 (Wayne Hector, John Ryan, Ed Drewett, Julian Bunetta, Louis Tomlinson, Liam Payne, Jacob Kasher, Gamal „LunchMoney” Lewis)
6. „If I Could Fly” – 3:50 (Johan Carlsson, Ross Golan, Harry Styles)
7. „Long Way Down” – 3:12 (Julian Bunetta, Jamie Scott, John Ryan, Louis Tomlinson, Liam Payne)
8. „Never Enough” – 3:33 (Julian Bunetta, Jamie Scott, John Ryan, Niall Horan)
9. „Olivia”   – 2:57 (Julian Bunetta, John Ryan, Harry Styles)
10. „What a Feeling” – 3:20 (Jamie Scott, Daniel Bryer, Mike Needle, Louis Tomlinson, Liam Payne)
11. „Love You Goodbye” – 3:16 (Julian Bunetta, Louis Tomlinson, Jacob Kasher)
12. „I Want to Write You a Song” – 2:59 (Julian Bunetta, John Ryan, Ammar Malik)
13. „History” – 3:07 (Wayne Hector, John Ryan, Ed Drewett, Julian Bunetta, Louis Tomlinson, Liam Payne)

Made In The A.M. – Deluxe Edition (Bonus Tracks)
1. „Temporary Fix” – 2:55 (Wayne Hector, TMS, Niall Horan)
2. „Walking in the Wind” – 3:22 (Julian Bunetta, Jamie Scott, John Ryan, Harry Styles)
3. „Wolves” – 4:01 (Will Champlin, Andrew Haas, Ian Franzino, Liam Payne, Niall Horan)
4. „A.M.” – 3:29 (Wayne Hector, John Ryan, Ed Drewett, Julian Bunetta, Louis Tomlinson, Liam Payne, Niall Horan, Harry Styles)